# Kurt Nylander
Kurt Nylander, född 10 augusti 1954 i Bräcke i Jämtland, död 10 juni 2014, var teaterchef för Folkteatern Gävleborg.

## Biografi
Han började under 1970-talet på Skånska teatern och flyttade 1983 med Peter Oskarson upp till Gävle för att bygga upp  Folkteatern i Gävleborg. Han var där länge biträdande teaterchef och tog över som teaterchef 2006 efter att Peter Oskarson slutade.
Från 1990 var han verksam på Helsinglands träteater och Stiftelsen Helsingegården till dess att den lades ner 2004. Under den tiden var han även involverad i Orionteatern i Stockholm.
Kurt Nylanders Stipendiefond bildades 2015 och har i uppdrag att årligen uppmärksamma någon eller några som utmärkt sig genom sina konstnärskap eller genom annan gärning gjort betydande insatser inom scenkonstområdet i Sverige.